# Alexandre Le Noble
Pour les articles homonymes, voir Le Noble.
Alexandre Le Noble (1800-1851) est un avocat et historien français.

## Biographie
Né le 24 octobre 1800 à Moscou, ancien élève de l'École royale des chartes (première promotion, 1821), Alexandre Le Noble est notamment avocat près la Cour de Paris, vérificateur des titres à la Commission du sceau de France.
Il meurt à Paris le 13 mai 1851.

## Ouvrages
- Histoire du sacre et du couronnement des rois et reines de France, Paris, Gaultier-Laguionie, 1825, XII + 656 (BNF 35046747).
- Aux ouvriers en bâtiment : un mot sur la crise actuelle, Paris, Dondey-Dupré, 1840, 14 p. (BNF 36051588).